# Петров, Иван Васильевич (Герой Советского Союза)
Ива́н Васи́льевич Петро́в (18 февраля 1918, д. Подберезье, Кашинский уезд, Тверская губерния — 13 сентября 1977, Москва) — командир 87-го отдельного моторизированного понтонно-мостового батальона 65-й армии 2-го Белорусского фронта, подполковник, Герой Советского Союза.

## Биография
Родился 18 февраля 1918 года в крестьянской семье. Русский. После окончания в 1938 году Московского инженерно-строительного института работал в проектно-конструкторском бюро.
В Красной Армии с 1939 года. Участвовал в советско-финской войне 1939—1940 годов и в освободительном походе советских войск в Западную Белоруссию в 1939 году. На фронтах Великой Отечественной войны с 1941 года.
20 апреля 1945 года под вражеским обстрелом бойцы понтонно-мостового батальона под командованием И. В. Петрова выполняли наводку паромных переправ на Одере в районе города Штеттина, ныне Щецин на территории Польши. Бойцы-понтонёры неоднократно восстанавливали переправу, которая нарушалась артиллерийским огнём врага. Одновременно мостовики батальона И. В. Петрова наводился 60-тонный наплавной мост, по которому переправлялись танки и артиллерия армии. В течение пяти дней, под огнём противника, умело и мужественно руководил комбат И. В. Петров строительством переправ, безостановочным движением по ним наших войск.
Указом Президиума Верховного Совета СССР от 29 июня 1945 года за образцовое командование понтонно-мостовым батальоном при форсировании Одера и проявленные при этом личное мужество и героизм подполковнику Петрову Ивану Васильевичу присвоено звание Героя Советского Союза с вручением ордена Ленина и медали «Золотая Звезда» под номером 5555.
После окончания Великой Отечественной войны продолжал службу в армии. В 1949 году окончил Военную академию имени М. В. Фрунзе. Был начальником факультета в Военно-инженерной академии имени В. В. Куйбышева.

Могила Петрова на Кунцевском кладбище Москвы.

После ухода в отставку в 1974 году генерал-майор инженерных войск И. В. Петров жил в Москве. Умер 13 сентября 1977 года. Похоронен на Кунцевском кладбище в Москве.